# Karbonatit
Karbonatit je méně často se vyskytující intruzivní magmatická hornina, která obsahuje více než 50% podíl karbonátů (uhličitanů). Karbonatity se vyskytují ve formě výplní vulkanických přívodních komínů, dajek, sillů a brekcií, protože karbonatitová láva je na povrchu nestabilní a na vzduchu rychle reaguje. Teplota karbonatitové lávy se pohybuje v intervalu 500 až 600 °C.

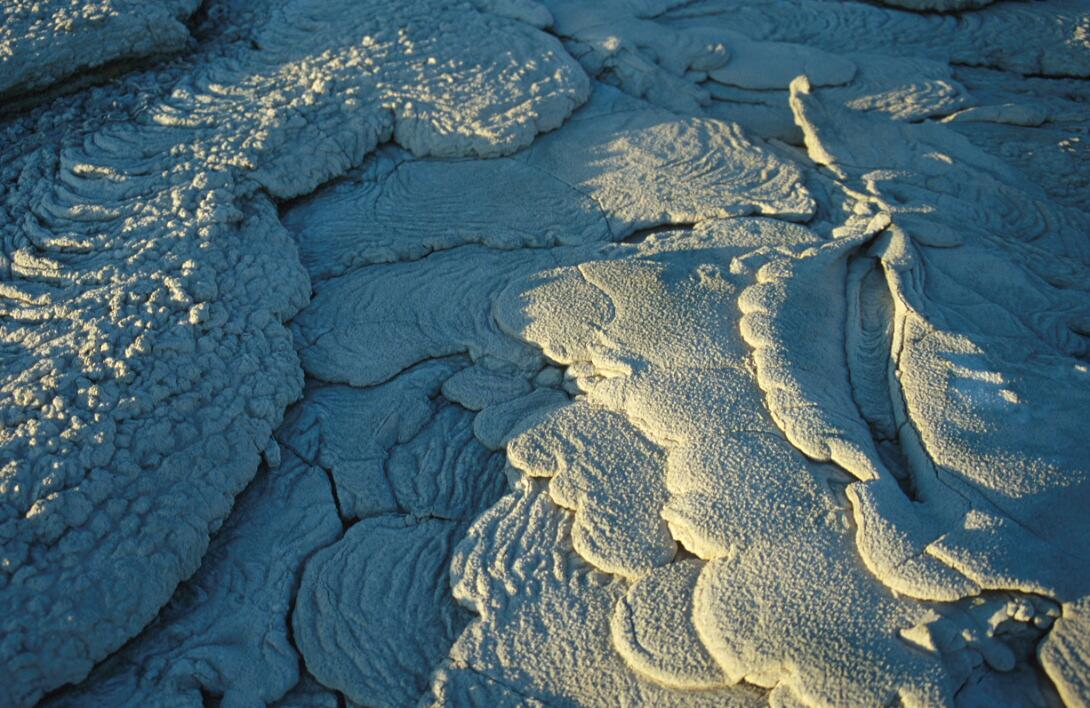
Lávový výlev sopky Ol Doinyo Lengai

Termín zavedl v roce 1921 W. C. Brøgger.

## Vznik a složení
Vznik karbonatitového magmatu je předmětem diskusí a v současnosti se jejich původ odvozuje od následujících procesů:
- přímý vývoj při velmi nízkém stupni parciálního tavení a diferenciace magmatu v plášti
- nesmísitelnost karbonatitové a kremičité taveniny
- extrémně frakční krystalizace taveniny

V minulosti se vědci domnívali, že mezi možné způsoby vzniku patří i magmatická asimilace starších karbonátových hornin, ale výzkum izotopového složení tyto předpoklady nepotvrdil.
Převládajícími oxidy karbonatitové lávy jsou CO2, Na2O a CaO. Oproti jiným lávám se lávy karbonatitové liší i vyšším obsahem nekompaktabilních prvků (Ba, Cs, Rb). Mezi hlavní minerály karbonatitů patří především uhličitany – např. natrolit, dále apatit, baryt, fluorit, z křemičitanů pyroxeny, olivín, sodalit a nefelín.
Rozlišuje se několik druhů karbonatitů. Kalcitické karbonatity se označují jako sövity (hrubozrnné) a alvikity (jemnozrnné). Dolomitické karbonatity se nazývají beforsity. Existují i další typy železnatých a sodných karbonatitů.

## Výskyt

Schéma karbonatitového vulkanického komplexu

Většinou jde o staré, proterozoické horniny (například archaické kratóny Ruska, Brazílie, Austrálie, Indie, USA, Kanady a Skandinávie), ze současnosti je známa jediná sopka, eruptující karbonatitové horniny – Ol Doinyo Lengai v Tanzanii. Celkově bylo na světě nalezeno 300 karbonatitových lokalit.
Karbonatitový vulkanismus je všobecně spojen s vnitrodeskovými extenzními strukturami, většinou v blízkosti ultrabazických nebo alkalických komplexů v asociaci s alkalickými silikátovými magmatity (ijolity, urtity, nefelinickými syenity, méně s pyroxenity, peridotity, kimberlity a lamprofyry).

## Využití
Karbonatity mohou být zdrojem prvků vzácných zemin: lanthanoidů, uranu, fosforu, barya a jiných nekompatibilních prvků (hafnium, zirkonium a titan).